# دار النوادر
تأسست دار النوادر في سوريا سنة 1426 هـ - 2006م وبدأ عملها الفعلي في تلك السنة كمؤسسة فردية أولا، ثم كشركة ذات مسؤولية محدودة في لبنان سنة 2008م، ثم في الكويت في يوليو لسنة 2008م، ثم في تونس في نوفمبر سنة 2012م، وكان أول مؤلفاتها كتاب «كشف اللثام شرح عمدة الأحكام»، وهو كتاب في الحديث الشريف، من تحقيق مؤسسها ومديرها العام نور الدين طالب. طُبع منه حتى عام 2012م سبع طبعات في أكثر من 12,000 نسخة.